# Gianfranco Sabbatini
Gianfranco Sabbatini (Pesaro, 11 settembre 1932 – Pesaro, 12 aprile 2017) è stato un politico italiano.
Deputato nazionale per tre legislature con la Democrazia Cristiana dal 1972 al 1983, è stato presidente della Cassa di risparmio di Pesaro dal 1987 al 1994, vicepresidente della Banca Marche dal 1994 al 2000 e dal 2000 al 2015 aveva presieduto la Fondazione Cassa di Risparmio di Pesaro.